# (24958) 1997 SS31
(24958) 1997 SS31 est un astéroïde de la ceinture principale d'astéroïdes découvert en 1997.

## Description
(24958) 1997 SS31 a été découvert le 28 septembre 1997 à Woomera (Australie par Frank B. Zoltowski.

### Caractéristiques orbitales
L'orbite de cet astéroïde est caractérisée par un demi-grand axe de 3,19 UA, un périhélie de 2,67 UA, une excentricité de 0,16 et une inclinaison de 4,31° par rapport à l'écliptique. Du fait de ces caractéristiques, à savoir un demi-grand axe compris entre 2 et 3,2 UA et un périhélie supérieur à 1,666 UA, il est classé, selon la JPL Small-Body Database, comme objet de la ceinture principale d'astéroïdes.

### Caractéristiques physiques
(24958) 1997 SS31 a une magnitude absolue (H) de 13,2 et un albédo estimé à 0,067.